# Осиче (Крива Паланка)
Oсиче (мкд. Осиче) је село у Северној Македонији, у крајње североисточном делу државе. Налази се у оквиру општине Крива Паланка.

## Положај
Село Осиче се налази северно од града Крива Паланка. Атар села захвата површину од 13,24 квадратних километара. На северу се граничи са селом Подржи Коњ, на североистоку са селом Добровница, на истоку са селом Киселица, на југу са селом Дрење, на југозападу са селом Градец и на западу са селом Габар.

## Географија
Осиче је смештено у крајње североисточном делу Северне Македоније. Налази се у историјској области Славиште, у долини реке Добровница. Од најближег већег града, Куманова, село је удаљено 85 km источно.
Село се налази се на око 910 метара надморске висине.
Месна клима је планинска због знатне надморске висине.

## Становништво
Oсиче је према последњем попису из 2002. године имало 51 становника. Сво становништво чине етнички Македонци (100%).
Претежна вероисповест месног становништва је православље.

## Историја
У 10. веку у селу Осиче рођен је један од три следбеника Св. Јована Рилског, Свети Гаврило Лесновски. Крајем 19. века село Осиче је било словенско хришћанско село у Кривопаланачком округу. Према статистичким подацима Васила Канцхова, од 1900. године Осиче насељавају 350 хришћана.
Током Првог светског рата, Осиче је имало 410 становника.

## Личности
- Св. Гаврило Лесновски - светитељ
- Дитко Алексић четнички војвода